# Szörnyek évadja
Szörnyek évadja 1987-ben készült színes magyar filmdráma Jancsó Miklós rendezésében.

## Szereplők
- Madaras József – Kamondy
- Cserhalmi György – dr. Bardócz
- Kállai Ferenc – Kovács tanár úr
- Nyakó Júlia – Kati
- Katarzyna Figura – Annabella
- Cserhalmi Erzsi – motoros lány
- Bálint András – Zoltai Zoltán
- Székely B. Miklós – süketnéma
- Kozák András – Antal ezredes
- Balázsovits Lajos – Zimmermann

További szereplők: Breznyik Berg Péter, Cseh Tamás, Csengey Dénes, Csurka László, Dés László, Fehér György, Halmágyi Sándor, Kondor Katalin, Olasz Ágnes, Pintér Tamás, Tarr Béla, Tolcsvay Béla, Tolcsvay László

## Díjak
- 1987 – Magyar Játékfilmszemle: a társadalmi zsűri rendezői díja, a szakmai zsűri díszlettervezői díja, a legjobb férfi alakítás díja Cserhalmi Györgynek
- Velencei Filmfesztivál – a zsűri külön diplomája